# فريدا بالمر
فريدا بالمر (بالسويدية: Frida Palmér)‏ هي عالمة فلك سويدية، ولدت في 14 فبراير 1905 في Blentarp ‏ في السويد، وتوفيت في 1966.